# Raffaele Cervo
Raffaele Cervo (Caiazzo, 1º luglio 1923 – 12 marzo 1993) è stato un politico italiano.

## Biografia
Nato a Caiazzo nel 1923 da Costantino Cervo e Antonietta Perillo, studiò al liceo classico di Santa Maria Capua Vetere e nel 1941 si iscrisse alla facoltà di medicina e chirurgia dell'Università degli Studi di Napoli. Conseguì la laurea il 25 luglio 1947 e prese subito servizio presso gli ospedali riuniti di Napoli, dove si specializzò in ostetricia e in pediatria. Esercitò inoltre la professione di medico condotto a Caiazzo, dove nel 1948 aveva aperto il proprio studio presso la casa paterna.
Aderì alla Democrazia Cristiana e venne eletto consigliere provinciale della Provincia di Caserta alle amministrative del 1964. Nel 1966 fu eletto presidente della Provincia di Caserta. Durante il suo mandato si distinse per lo sviluppo della viabilità locale e per l'impegno nel sociale, come per esempio le campagne di sensibilizzazione sui tumori femminili e sulle malattie tubercolari.
In seguito ricoprì l'incarico di assessore provinciale ai lavori pubblici nella giunta guidata dal presidente Dante Cappello. Sedette al consiglio provinciale fino al 1975, quando si ritirò dalla politica in seguito a un infarto.
Morì il 12 marzo 1993.